# Louis Giraud
Pour les articles homonymes, voir Giraud.
Louis Giraud né le 15 juin 1805 à Pernes (devenu par la suite Pernes-les-Fontaines), où il est mort le 30 novembre 1883, est un homme politique français.
Il est le fondateur et le premier directeur du canal de Carpentras.

## Mandats
Louis Giraud est élu maire de Pernes à trois reprises : de 1833 à 1835, de 1844 à 1848 et de 1853 à 1865. Il est également conseiller général durant 24 ans, de 1846 à 1870.

## Distinctions et hommages
Louis Giraud est nommé chevalier de la Légion d'honneur par Napoléon III. En 1925, un Monument à Louis Giraud est inauguré à Pernes-les-Fontaines pour célébrer son action dans la création du canal. Celui-ci est inscrit au titre des monuments historiques, depuis 2009.
Le campus agricole de Carpentras (UFA, CFPPA et lycée) porte son nom en son hommage.

## Galerie

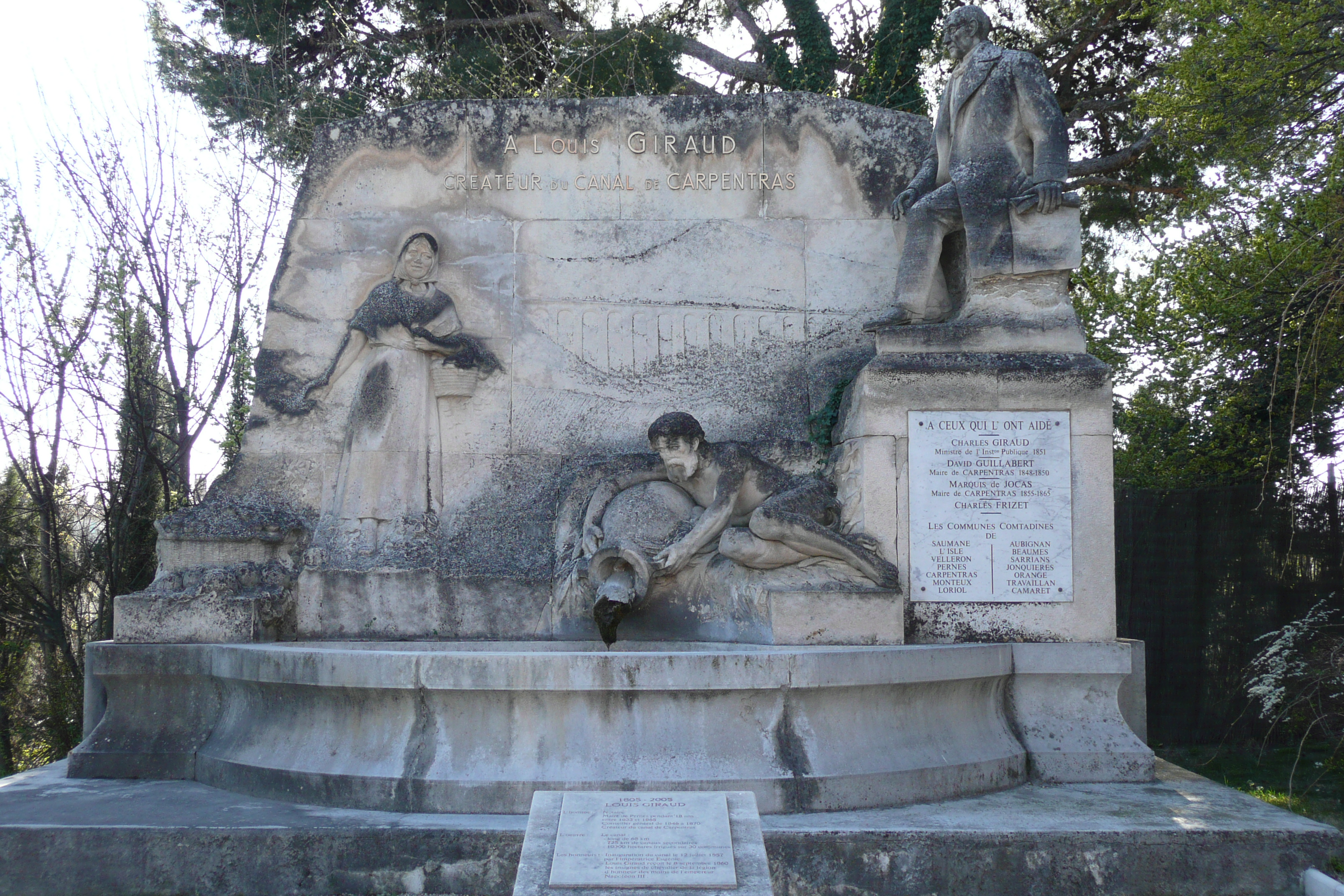
Marius Saïn et Jean-Louis Morin, Monument à Louis Giraud (1925), Pernes-les-Fontaines.
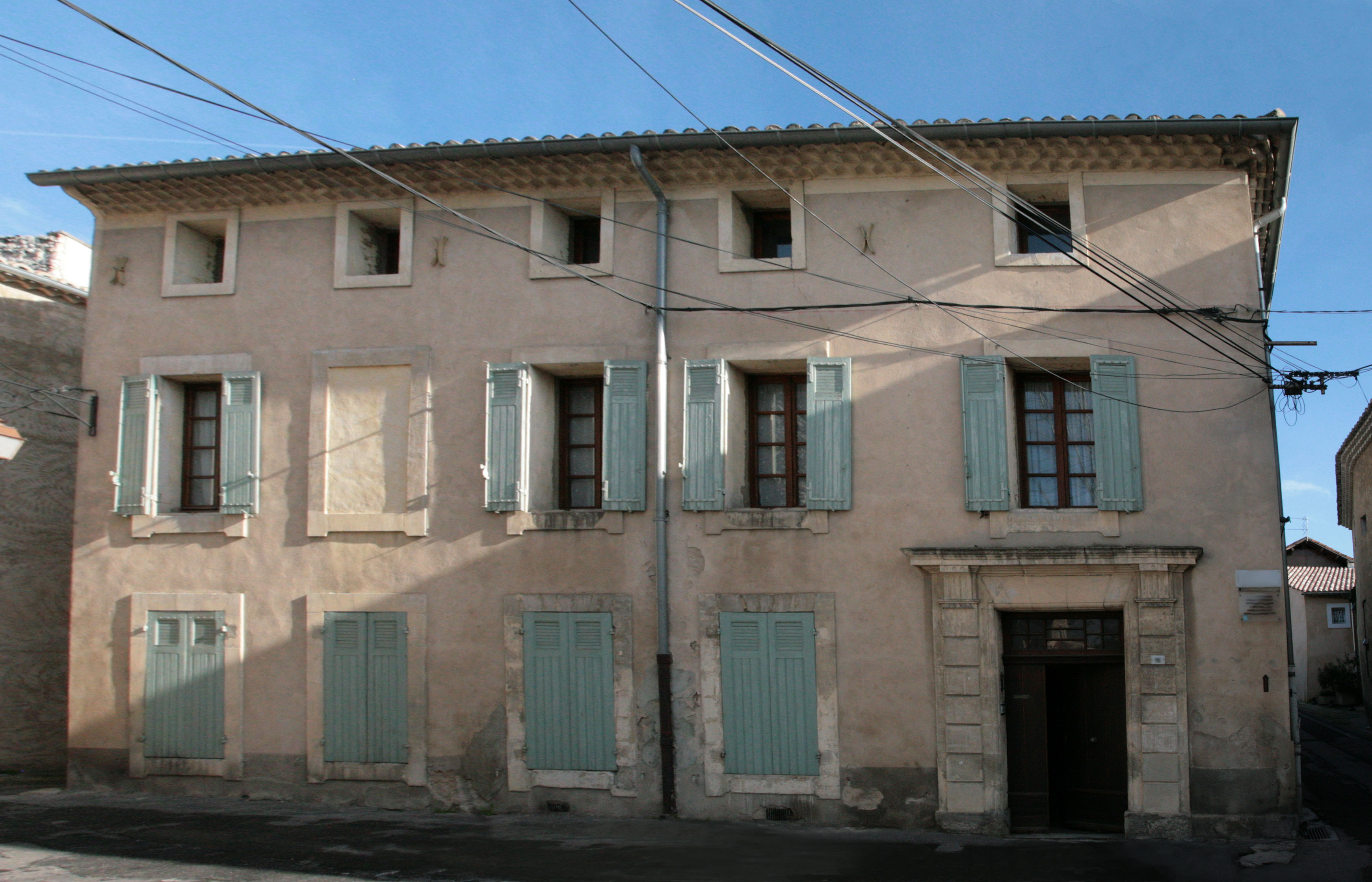
La maison natale de Louis Giraud à Pernes-les-Fontaines.